# Deng (deus)
Deng, também conhecido como Denka, é um deus do céu, da chuva e da fertilidade na mitologia dinca do Sudão e doSudão do Sul, sendo um filho de Abuk .   
Entre os nueres, Deng é considerado “uma divindade estrangeira” e “um portador de doenças”. Na religião dinca, ele é um deus da tempestade e da fertilidade que traz raios, chuva e trovões.   A palavra deng significa "chuva" em língua dinca. 
Entre seus seguidores, Deng é considerado o intermediário entre os humanos e o ser supremo. Intimamente ligado ao deus Nhialic e às vezes considerado filho da deusa Abuk. Em algumas habitações do povo dinca, Deng e Nhialic são "considerados o mesmo". 
| “ | Ele foi um importante deus do céu, para alguns clãs um ancestral e deus criador do povo dinca, e ele se manifestou na água que caía do paraíso. | ” |